# 伊巴基莫夫撞擊坑 (火星)
伊巴基莫夫撞擊坑（英語：Ibragimov）是火星上的一個中心座標25.7°S，59.7°W的撞擊坑，直徑87公里。該撞擊坑以蘇聯籍亞塞拜然天文學家納迪爾·巴巴·奧格雷·伊巴基莫夫命名。

## 外部連結
- Impact craters on Mars